# Scalmicauda molestula
Scalmicauda molestula är en fjärilsart som beskrevs av Sergius G. Kiriakoff 1959. Scalmicauda molestula ingår i släktet Scalmicauda och familjen tandspinnare. Inga underarter finns listade.